# Kapelle Niehuus

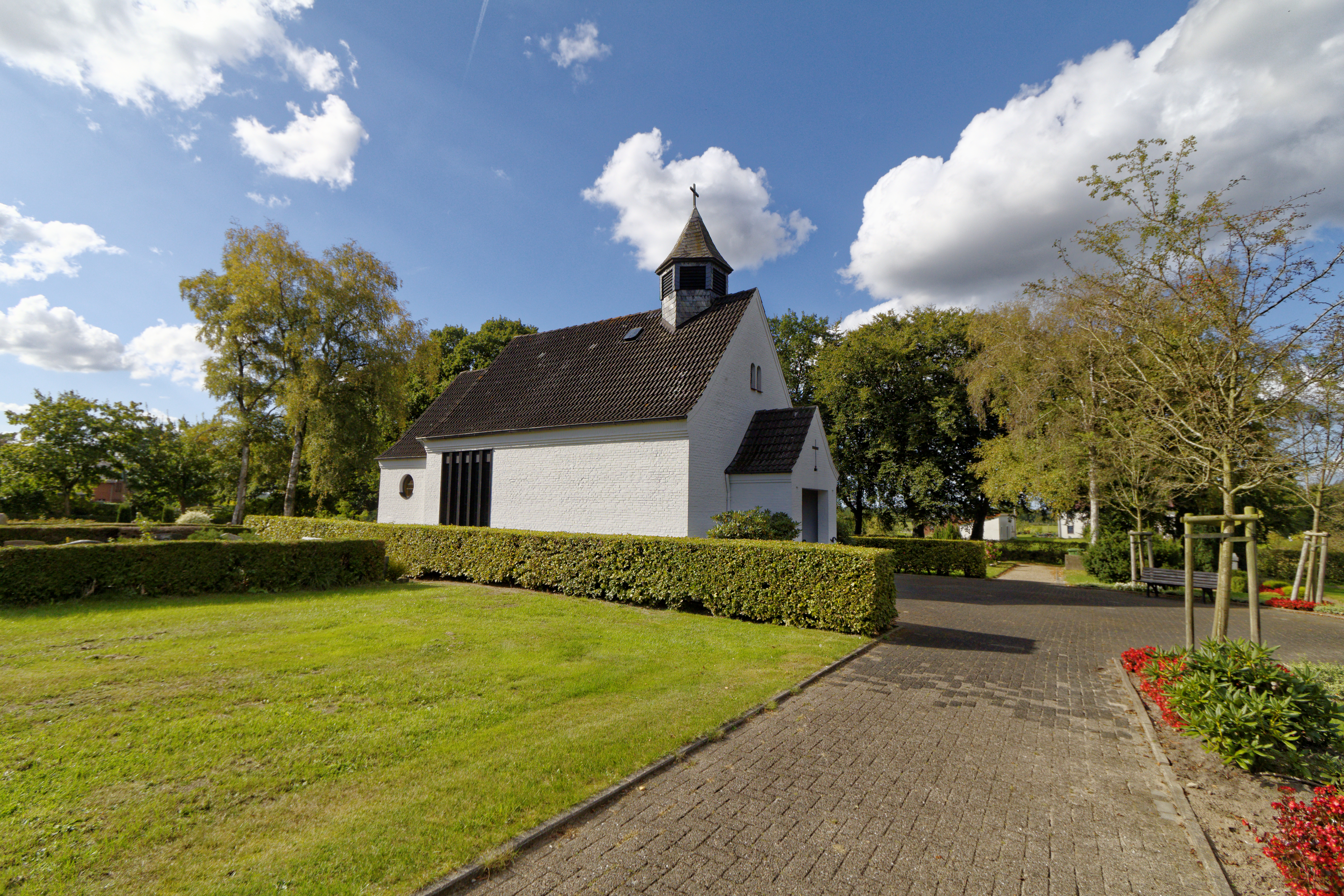
Die Friedhofskapelle 2016

Die Kapelle Niehuus in Harrislee-Niehuus ist eine Mitte der 1950er Jahre errichtete Friedhofskapelle mit zugehörigen Friedhof. Die Kapelle ist das einzige Kulturdenkmal in Niehuus.

## Hintergrund
Die Kapelle Niehuus liegt unweit des Dorfeingangs von Niehuus, an der Niehuuser Straße, bei Niehuusfeld. Niehuus gehörte ursprünglich zum Kirchspiel Bau, wurde aber nach der Volksabstimmung in Schleswig (1920) und der Einrichtung der heutigen deutsch-dänischen Grenze von der angestammten Bauer Kirche abgeschnitten. Doch erst viel später erhielt Niehuus mit der Kapelle ein eigenes Gotteshaus. Sie wurde erst 1954 eingeweiht.
Bei dem Kapellenbau handelt es sich um einen backsteinernen, weiß gestrichenen Kirchenbau mit einigen historisierenden sowie modernen Kirchenbau-Elementen. Der Kapellenbau zeigt dabei eine leichte optische Ähnlichkeit mit der Kapelle auf dem Holm in Schleswig. Die Kapelle Niehuus ist nicht geostet, was üblicher wäre, sondern sie wurde in Richtung Südwesten ausgerichtet. Die Kapelle wurde in jüngerer Zeit aus geschichtlichen Gründen und da sie eine Kulturlandschaft prägende Gestaltung besitzt, als Kulturdenkmal eingetragen.
Die Friedhofsverwaltung des Friedhofs Niehuus befindet sich im Ort Harrislee in der Süderstraße 101 bei der Versöhnungskirche. Seit 2013 befindet sich bei der Friedhofskapelle von Niehuus eine historische Gedenktafel, die die Gefallenen unter anderem aus Niehuus im deutsch-französischen Krieg von 1870/71 ehrt. Die Tafel wurde 2013 im Rahmen eines grenzüberschreitenden, gemeinsamen Kirchgangs zur Bauer Kirche von Marius Nörgaard vom Kirchenvorstand Bau dem ehemaligen Harrisleer Bürgervorsteher Heinz Petersen übergeben. Neben Beerdigungsgottesdiensten finden in der Kapelle Niehuus auch von Zeit zu Zeit andere Gottesdienste statt, beispielsweise die alljährliche Christvesper.